# Seznam italijanskih skladateljev
Seznam italijanskih skladateljev.

## A
- Evaristo Felice dall' Abaco (1675-1742)
- Agostino Agazzari (1578-1640)
- Domenico Alaleona (1881-1928)
- Tomaso Albinoni (1671-1751)
- Franco Alfano (1875-1954)
- Gregorio Allegri (1582-1652)
- Silvio Amato (1961)
- Giuseppe Amendola (1750-1808)
- Gaetano Andreozzi (1855-1926)
- Felice Anerio (1560-1614)
- Giovanni Francesco Anerio (1567-1630)
- Pasquale Anfossi (1727-1797)
- Giovanni Animuccia (1514-1571)
- Giovanni Ansani (1744-1826)
- Giuseppe Apolloni (1822-1889)
- Francesco Araja (1709-1762/70)
- Giuseppe Arena (1713-1784)
- Emilio Arrieta (1823-1894)
- Giammatteo Asola (1532-1609)
- Mario Aspa (1797-1868)

## B
- Luis Bacalov (1933–2017)
- Giuseppe Baini (1775–1844)
- Nicola Di Bari (1940)
- Bruno Bartolozzi (1911–1980)
- Domenico Bartolucci (1917–2013)
- Antonio Bazzini (1818-1897)
- Gianni Bella (1947)
- Vincenzo Bellini (1801-1835)
- Luciano Berio (1925-2003)
- Ferdinando Bertoni (1725-1813)
- Danilo Bestagno
- Marco Betta (1964)
- Luciano Bettarini (1914-1997)
- Bruno Bettinelli (1913–2004)
- Francesco Bianchi (1752-1810, London)
- Giancarlo Bigazzi (1940–2012)
- Antonio Bioni (1698-1739)
- Luigi Boccherini (1743-1805)
- Arrigo Boito (1842-1918)
- Giovanni Battista Bononcini (1670-1747)
- Giovanni Maria Bononcini (1642-1678)
- Massimo Bontempelli (1878-1960)
- Luigi Borghi (~1745–1806~)
- Giovanni Bottesini (1821-1889)
- Renato Brogi (1873-1924)
- Ferruccio Busoni (1866-1924)
- Antonio Buzzolla (1815-1871)

## C
- Giulio Caccini (1551-1618)
- Antonio Cagnoni (1828-1896)
- Antonio Caldara (1670-1736)
- Mauro Campagnoli (1975)
- Carlo Cantini (1962)
- Eduardo di Capua (1865-1917)
- Michele Carafa (1787-1872)
- Carlo Carignani (1857-1919)
- Giacomo Carissimi (1605-1674)
- Roberto Carnevale (1966)
- Fabrizio Caroso (526/31-1605)
- Luigi Ferdinando Casamorata (1807-1881)
- Alfredo Casella (1883–1947)
- Mario Castelnuovo-Tedesco (1895-1968)
- Niccolo` Castiglioni (1932)
- Alfredo Catalani (1854-1893)
- Emilio de´ Cavalieri (~1550-1602)
- Pietro Cavallini (~1240–1330~)
- Catterino Cavos (1775-1840)
- Antonio Cesti (1623-1669)
- Luciano Chailly (1920-2002)
- Luigi Cherubini (1760-1842)
- Azzolino Bernardino della Ciaja (1671-1755)
- Cesare Ciardi (1818-1877, Sankt Peterburg, Rusija)
- Alessandro Cicognini (1906-1995)
- Francesco Cilea (1866-1950)
- Domenico Cimarosa (1749-1801)
- Giovanni Carlo Maria Clari (1677-1754)
- Aldo Clementi (1925-2011)
- Muzio Clementi (1752-1832)
- Carlo Coccia (1782–1873)
- Graziella Concas (1970)
- Pietro Antonio Coppola (1793-1877)
- Giacomo Cordella (1786-1847)
- Arcangelo Corelli (1653-1713)
- Azio Corghi (1937)
- Giampaolo Coral (1944-2011)
- Luigi Cortese (1899-1976)
- Girolamo Crescentini (1762-1846)
- Tony Croatto (1940-2005)

## D
- Evaristo Felice Dall'Abaco (1675-1742)
- Giovanni D'Anzi (1906-1974)
- Luigi Dallapiccola/Dalla Piccola (1904-1975)
- Ernesto De Curtis (1875-1937)
- Luigi Denza (1846-1922)
- Pino Donati (1907-1975)
- Franco Donatoni (1927-2000)
- Gaetano Donizetti (1797-1848)
- Riccardo Drigo (1846-1930)
- Egidio Duni (1708-1775)

## E
- Ludovico Einaudi (1955)

## F
- Franco Faccio (1840-1891)
- Guido Alberto Fano (1875-1961)
- Alberto Favara (1863-1923)
- Alessandro Felici (1742-1772)
- Bartolomeo Felici (1695-1776)
- Francesco Feo (1691-1761)
- Giacomo Gotifredo Ferrari (1763–1842)
- Valentino Fioravanti (1764-1837)
- Nicola (Nicolò) Fiorenza (~1700/10–1764)
- Andrea da Firenze (+ 1415)
- Jimmy Fontana (1934-2013)
- Luca Francesconi (1956-)
- Alberto Franchetti (1860-1942)
- Rinaldo Franci (1852-1907)
- Vito Frazzi (1888-1975)
- Girolamo Frescobaldi (1583-1643)
- Francesco Paolo Frontini (1860-1939)
- Martino Frontini (1827-1909)
- Giovanni Fusco (1906-1968)

## G
- Andrea Gabrieli (1532/33-1585)
- Giovanni Gabrieli (1557-1612)
- Baldassare Galuppi (1706-1785)
- Gaetano Gaspari (1807-1881)
- Francesco Gasparini (1661-1727)
- Gianandrea Gavazzeni (1909-1996)
- Francesco Geminiani (1687-1762)
- Pietro Generali (1773–1832)
- Armando Gentilucci (1939–1989)
- Stefano Gervasoni (1962)
- Filippo Maria Gherardeschi (1738-1808)
- Carlo Gesualdo (1560-1613)
- Luigi Gherardeschi (1791-1871)
- Gialdino Gialdini (1842–1919)
- Remo Giazotto (1910–1998)
- Umberto Giordano (1867-1948)
- Ferdinando Giorgetti (1796-1867)
- Giovanni Francesco Giuliani (1760-1820)
- Stefano Gobatti (1852–1913)
- Lallo Gori (1927-1982)
- Antonio Gramentieri
- Gaetano Greco (~1657-1728)
- Pietro Alessandro Guglielmi (1728-1804)
- Vittorio Gui (1885-1975)
- Guido iz Arezza (~992–1050)

## I
- Clara Iannotta (1983)

## J
- Niccolò Jommelli (1714-1774)

## K
- Giovanni Girolamo Kapsperger (1580-1651)

## L
- Stefano Landi (1587-1639)
- Felice Lattuada (1882–1962)
- Angelo Francesco Lavagnino (1909-1987)
- Giovanni Legrenzi (1626-1690)
- Ruggiero Leoncavallo (1857-1919)
- Cristiano Giuseppe Lidarti (1730-1795)
- Giuseppe Lillo (1814-1863)
- Pietro (Antonio) Locatelli (1695-1764)
- Carlo Ambrogio Lonati (Leinati, Lunati) (~1645-1712~)
- Antonio Lotti (1667-1740)
- Andrea Luchesi (1741-1801)
- Jean-Baptiste Lully (1632-1687)
- Gaetano Luporini (1865-1948)
- Lelio Luttazzi (1923-2010)

## M
- Teodulo Mabellini (1817-1897)
- Teofilo Macchetti (1632-1714)
- Bruno Maderna (1920–1973)
- Enrico Mainardi (1897-1976)
- Gian Francesco de Majo (1732-1770)
- Gian Francesco Malipiero (1882-1973)
- Riccardo Malipiero (1914-2003)
- Cristofano Malvezzi (1547-1599)
- Gennaro Manna (1715-1779)
- Paolo Annunzio Mantovani (1905-1980)
- Biagio Marini (1594-1663)
- Giovanni Marradi (1952)
- Giulio Cesare Martinengo (1546/68-1613)
- Giambattista Martini (1706-1784)
- Giuseppe Martucci (1856-1909)
- Pietro Mascagni (1863-1945)
- Enzo Masetti (1883-1961)
- Marco Mazzazzoli (1605-1662)
- Virgilio Mazzocchi (1586-1639)
- Domenico Mazzocchi (1592-1665)
- Simon Mayr (1763-1845)
- Atto Melani (1626-1714)
- Jacopo Melani (1623-1676)
- Gian Carlo Menotti (1911–2007)
- Saverio Mercadante (1795-1870)
- Claudio Merulo (1533-1604)
- Antonio (Maria) Montanari (1676-1737)
- Italo Montemezzi (1875-1952)
- Claudio Monteverdi (1567-1643)
- Vittorio Monti (1868-1922)
- Giovanni Moretti (1807–1884)
- (Giorgio Moroder)
- Ennio Morricone (1928–2020)
- Giuseppe Mosca (1772-1839)

## N
- Giovanni Maria Nanino (1543/44-1607)
- Fabio Nieder (1957)
- Alessandro Nini (1805-1880)
- Luigi Nono (1924-1990)
- Michele Novaro (1818-1885) (italijanska himna, 1847)

## O
- Giammaria Ortes (1713-1790)
- Riz Ortolani (1931/1926–2014) (filmski)

## P
- Giovanni Pacini (1796-1867)
- Ferdinando Paer (1771-1839)
- Niccolò Paganini (1782-1840)
- Giovanni Paisiello (1740-1816)
- Giovanni Pierluigi da Palestrina (ok.1525-1594)
- Gaetano Palloni (1831-1892)
- Bernardo Pasquini (1637–1710)
- Giovanni Battista Pergolesi (1710-1736)
- Jacopo Peri (1561-1633)
- Giuseppe Persiani (1799-1869)
- Franco Petracchi (1937)
- Goffredo Petrassi (1904-2003)
- Errico Petrella (1813-1877)
- Niccolò Piccinni (1728-1800)
- Giuseppe Pietri (1886 -1946)
- Franco Piersanti (1950)
- Nicola Piovani (1946)
- Bernardo Pisano (1490-1548)
- Ildebrando Pizzetti (1880-1968)
- Carlo Alberto Pizzini (1905-1981)
- Pietro Platania (1828-1907)
- Emilio Pomárico (1954)
- Amilcare Ponchielli (1834-1886)
- Nicola Porpora (1686-1768)
- Giacomo Puccini (1858-1924)
- Vincenzo Pucitta (1778-1861)
- Cesare Pugni (1802-1870)

## R
- Francesco Rasi (1574-1621)
- Stefano Reali (1957)
- Tommaso Redi (1675 - 1738)
- Ottorino Respighi (1879-1936)
- Federico Ricci (1809-1877)
- Luigi Ricci (1805-1859)
- Bruno Rigacci (1921-2019)
- Lodovico Rocca (1895-1986)
- Sante Maria Romitelli
- Lauro Rossi (1810-1885)
- Luigi Rossi (1597-1653)
- Gioacchino Rossini (1792-1868)
- Nini Rosso (1926-1994)
- Nino Rota (1911-1979)
- Luigi Russolo (1885-1947) (tudi graditelj eksperimentalnih zvokovnih instrumentov)
- Carlo Rustichelli (1916-2004)

## S
- Antonio Salieri (1750-1825)
- Giovanni Battista Sammartini (1698-1775)
- Giuseppe Sarti (1729-1802)
- Alessandro Scarlatti (1660-1725)
- Domenico Scarlatti (1685-1757)
- Giacinto Scelsi (1905-1988)
- Salvatore Sciarrino (1947)
- Giovanni Sgambati (1843-1914)
- Dino Siani (1936-2017)
- Claudio Simonetti (1952)
- Giuseppe Sinopoli (1946-2001)
- Antonio Smareglia (1854-1929)
- Giovanni Sollima (1962)
- Gaspare Spontini (1774-1851)
- Antonio Squarcialupi (1416-1480)
- Agostino Steffani (1653-1728)
- Antonio Alessandro Stradella (1643–1682)
- Michele Stratico (1728-1783)
- Marco Stroppa (1959)
- Hubert Stuppner (1944)

## T
- Giuseppe Tartini (1692-1770)
- Giuliano Taviani (1969)
- Giuseppe Torelli (1658-1709)
- Enrico Toselli (1883-1926)
- Pier Francesco Tosi (~1653-1732)
- Paolo Tosti (1846-1916)
- Tomaso Traetta (1727-1779)
- Armando Trovajoli (1917-2013)

## U
- Emilio Usiglio (1841-1910)

## V
- Nicola Vaccai (1790-1848)
- Giuseppe Valentini (1681-1753)
- Orazio Vecchi (1550-1605)
- Francesco Maria Veracini (1690-1768)
- Giuseppe Verdi (1813-1901)
- Francesca Verunelli (1979)
- Lodovico Viadana (1560-1627)
- Edoardo Vianello (1938)
- Salvatore Viganò (1769-1821)
- Giulio Viozzi (1912-1984)
- Antonio Vivaldi (1678-1741)
- Roman Vlad (1919-2013)

## W
- Ermanno Wolf-Ferrari (1876-1948)

## Z
- Antonio Zampieri
- Riccardo Zandonai (1883-1944)
- Gioseffo Zarlino (1517–1590)
- Niccolo Zingarelli (1752-1837)